# Calle de Ríos Rosas
La calle de Ríos Rosas es una vía urbana del distrito de Chamberí, en Madrid, que da nombre a uno de sus barrios. Orientada en sentido este-oeste, se inicia en la plaza de Juan de Zorrilla y muere en la de San Juan de la Cruz, en su recorrido se cruza, entre otras vías menos importantes, con la calle de Santa Engracia, y se encuentran espacios o edificios singulares como la Escuela de Minas de Ricardo Velázquez, en el número 21, o el complejo de edificios y zona verde del Canal de Isabel II,  al inicio de esta vía, en la gran manzana confluyente con la calle de Bravo Murillo.

## Historia
Llamada popularmente “Riorosas”, fue bautizada en 1880 en honor de Antonio de los Ríos y Rosas, ministro de Gobernación y verboso orador malagueño. Aparece ya en el callejero de Hilario Peñasco y Carlos Cambronero, como vía «de reciente creación», para unir la calle de Bravo Murillo con el paseo de la Castellana.
El 17 de octubre de 1919 entró en funcionamiento la estación de metro Ríos Rosas de la primitiva línea 1. Estación que fue renovada en 2006.
Pedro de Répide menciona el Asilo de la Sociedad Protectora de los Niños, en la acera izquierda, entre Bravo Murillo y Santa Engracia. También recuerda aquí el cronista la quinta de Guerrero que se extendía desde la calle Ponzano hasta el antiguo Hipódromo de la Castellana, y de la que Répide rememora como últimos restos, el baño de caballos y el hotel que luego albergó al Instituto Municipal de Sueroterapia; y explica a continuación que el terreno de la gran finca de Guerrero se pobló con trazado de nuevas calles y palacetes como el del conde de Santa Coloma junto al antiguo paseo del Hipódromo.

## Edificios y vecinos
Además del Consulado Italiano, al final de la calle, y el conjunto formado por la citada Escuela de Minas y el Instituto Geológico y Minero de España en el número 23-26, puede mencionarse la estructura de un antiguo edificio de Telefónica, que se construyó en el solar antes ocupado por la imprenta de la editorial Espasa-Calpe. Asimismo, en el subsuelo de esta calle se encuentra el trazado de una mina excavada en 1963, reproduciendo un yacimiento de carbón, como espacio de prácticas para los alumnos de ingeniería de Minas.
Entre los vecinos que vivieron en esta calle, quedan asociados los nombres del General Vicente Rojo, el escritor Camilo José Cela, el dramaturgo Alfonso Sastre y el periodista César González-Ruano.

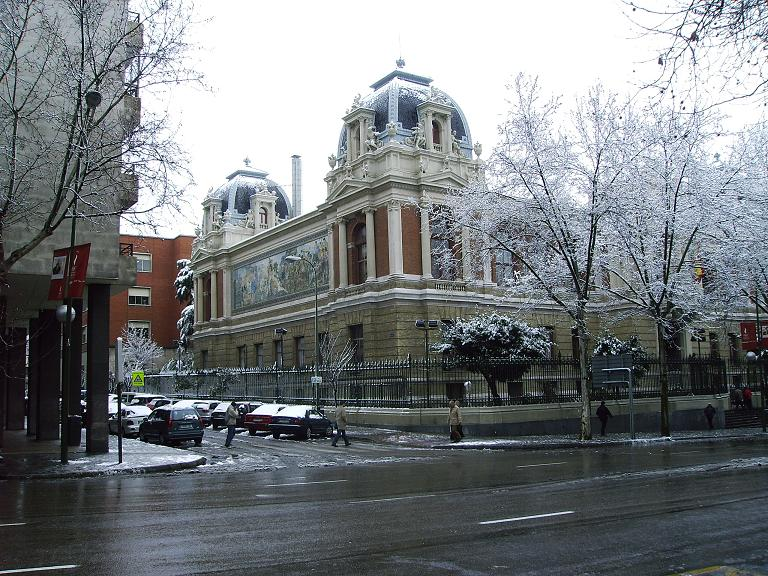
en el n.º 21 (1893)
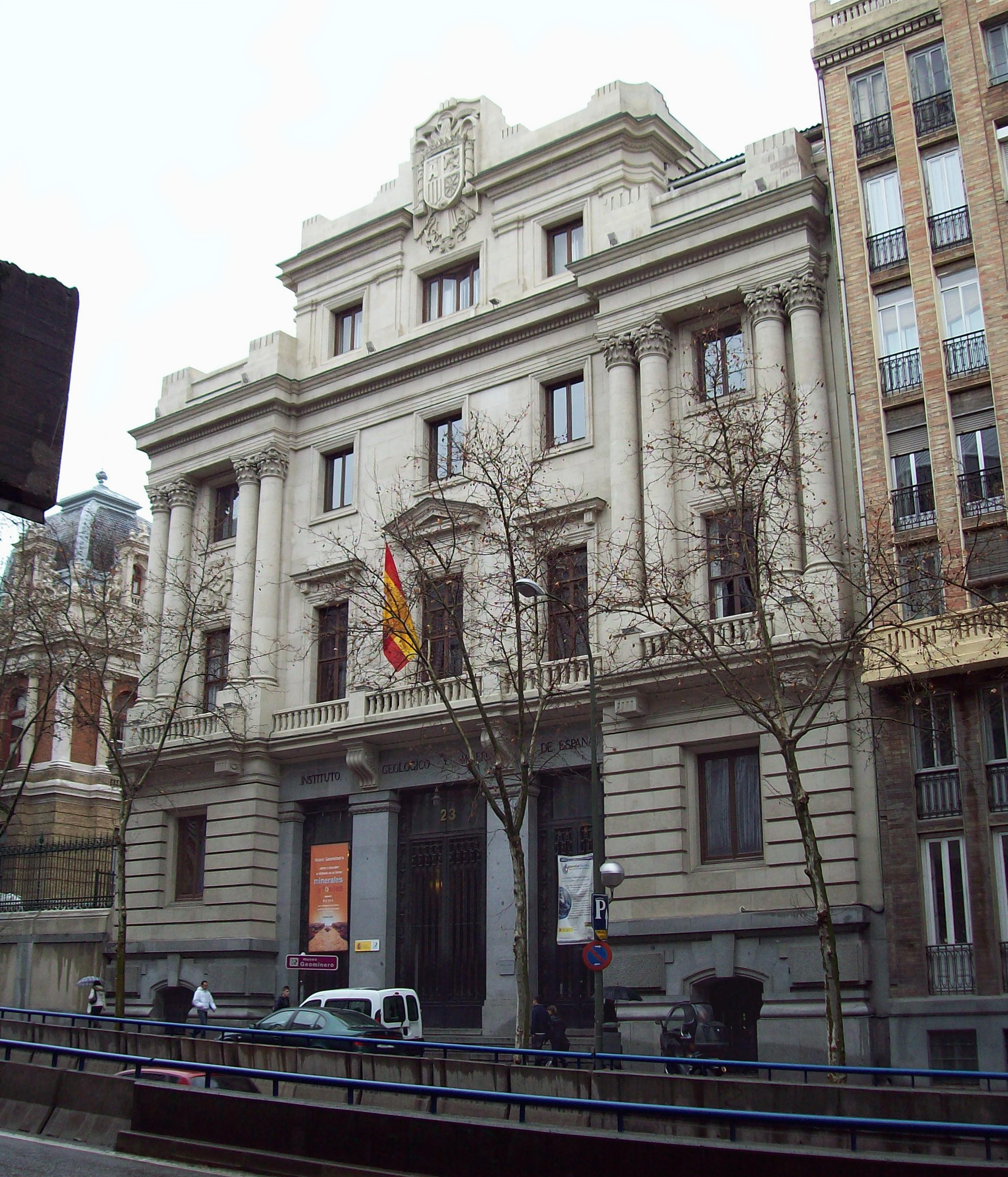
en el n.º 23 (1940)
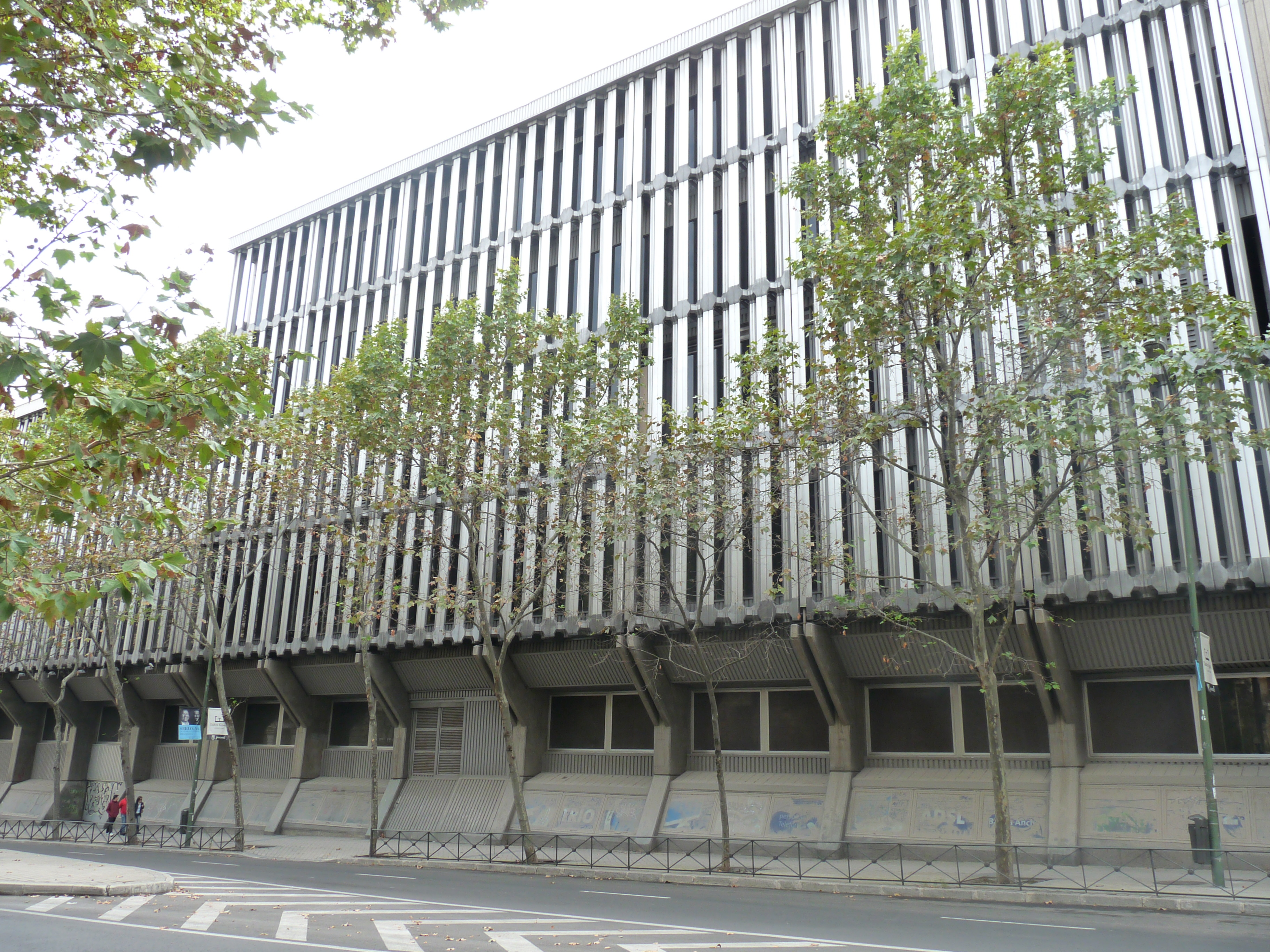
en el n.º